# Людина-вовк (фільм, 2025)
«Людина-вовк» або «Вовкулака» (англ. Wolf Man) — американський надприродний фільм жахів, знятий режисером Лі Воннеллом за сценарієм Воннелла, Корбетта Така, Лорен Шукер Блум і Ребекки Анджело. Ремейк фільму «Людина-вовк» 1941 року. У головних ролях Крістофер Ебботт і Джулія Гарнер. Джейсон Блум виступив продюсером через свою компанію Blumhouse Productions.

## Синопсис
Чоловік намагається захистити себе і свою сім'ю від небезпечного перевертня вночі під час повного місяця.

## Акторський склад
| Актор              | Роль                           |
| ------------------ | ------------------------------ |
| Крістофер Ебботт   | Блейк Ловелл / Людина-вовк     |
| Джулія Гарнер      | Шарлотта Ловелл дружина Блейка |
| Матильда Ферт      | Джинджер Ловелл донька Блейка  |
| Сем Джагер         | Грейді Ловелл батько Блейка    |
| Бенедікт Гарді     | Дерек Кіл                      |
| Лі Воннелл (голос) | Ден Кіл                        |

## Виробництво
У липні 2014 року Universal Pictures оголосила про свій план перезапуску Universal Classic Monsters, серії фільмів жахів 1930-1950-х років («Дракула», «Франкенштейн», «Мумія», «Людина-невидимка», «Людина-вовк», «Істота з Чорної лагуни» тощо), та стоврити спільний кіновсесвіт, відомий як Темний всесвіт. У листопаді 2014 року Аарон Гузіковскі був затверджений як сценарист перезапуску фільму «Людина-вовк» (1941). У червні 2016 року Deadline Hollywood повідомив про чутки, що студія Universal хотіла запросити на головну роль Двейна Джонсона. У жовтні робота над фільмом почала просуватися вперед, і Девіда Каллагама було найнято переписати сценарій. Спочатку першим фільмом Темного всесвіту мав стати «Дракула. Невідома історія», проте після посередніх зборів та змішаних відгуків студія вирішила, що першим фільмом у Темному всесвіті стане «Мумія» 2017 року. Вихід «Мумії» зазнав комерційного провалу, тож студія Universal вирішила зосередитися на індивідуальному оповіданні та відійти від концепції спільного всесвіту, скасувавши «Людину-вовка» та інші фільми, що перебували на стадії розробки.
За думкою репортера Джастіна Кролла, позитивні відгуки критиків та комерційний успіх «Людини-невидимки» Лі Воннелла "зруйнували концепцію всесвіту" і послабили обмеження для кінематографістів з боку Universal, дозволивши їм вирішувати, як вони хочуть реалізувати фільми з точки зору бюджету і рейтингу MPAA, а також спонукали студію до запрошення "талановитих людей з великими іменами" для презентації своїх ідей. На початку 2020 року студія Universal вже півтора року отримувала ідеї проектів від різних режисерів та акторів, які прагнули розвинути інших персонажів франшизи. Серед них була пропозиція Раяна Ґослінґа перезняти «Людину-вовка» в дусі фільму «Стерв'ятник», сценарій до якого написали Лорен Шукер Блюм і Ребекка Анджело. На роль режисера розглядалися кілька кандидатур, зокрема Корі Фінлі, чий фільм «Чистокровні» (2017) сподобався студії, і Лі Воннелл, який спочатку відмовився, проте продюсер Джейсон Блум переконав його зайнятися проектом. У липні Воннелл розпочав переговори щодо написання сценарію та режисури фільму. Після того, як Воннелл покинув проект через конфлікти знімальних графіків, у жовтні 2021 року сценаристом і режисером був затверджений Дерек Сіанфранс, який раніше співпрацював з Ґослінґом над фільмами «Блакитний Валентин» (2010) і «Місце під соснами» (2012).
У грудні 2023 року Ґослінґ і Сіанфранс покинули проєкт, а Воннелл перебрав на себе обов'язки режисера. У головній ролі Ґослінґа замінив Крістофер Ебботт. У січні 2024 року до акторського складу приєдналася Джулія Гарнер. У березні того ж року доєднався Сем Джагер, а у квітні — Матильда Ферт.

### Зйомки
Зйомки розпочалися 17 березня 2024 року в Мангароа, Верхній Хатт, Нова Зеландія. Стефан Душіо виступив оператором.

## Випуск
Прем'єра відбулася 17 січня 2025 року в США. Раніше планувалося, що реліз відбудеться 25 жовтня 2024 року.